# Teinachtal mit Seitentälern
Teinachtal mit Seitentälern ist ein Landschaftsschutzgebiet  im Landkreis Calw (Schutzgebietsnummer 2.35.053).

## Lage und Beschreibung
Das Landschaftsschutzgebiet entstand in seiner jetzigen Form durch Verordnung des Landratsamts Calw vom 28. April 2000. Mit Inkrafttreten dieser Verordnung traten die Verordnungen des Landratsamts Calw über die Landschaftsschutzgebiete Teinachtal mit seinen Nebenflüssen Lauterbach und Dürrbach vom 20. Mai 1954 und Burgruine Zavelstein vom 4. September 1953 außer Kraft.
Es umfasst im Wesentlichen das Tal der Teinach zwischen Neuweiler und der Einmündung in die Nagold einschließlich ihrer Nebentäler. Es gehört zum Naturraum 150-Schwarzwald-Randplatten innerhalb der naturräumlichen Haupteinheit 15-Schwarzwald und liegt im Naturpark Schwarzwald Mitte/Nord. Kleine Teile des FFH-Gebiets Nr. 7117-341 Kleinenztal und Schwarzwaldrandplatten liegen im Gebiet.

## Schutzzweck
Wesentlicher Schutzzweck gemäß Schutzgebietsverordnung ist die Erhaltung
- des reich strukturierten und streckenweise naturnahen Teinachtals und der betroffenen Seitentäler mit den angrenzenden Talhängen und Teilen der Hochflächen,
- der natürlichen, zum Teil mäandrierenden Bachläufe mit ihren Feuchtwiesen, Hochstaudenfluren und Gehölzstreifen,
- der naturnahen Hangwälder mit ihren Biotopstrukturen und den Lebensräumen geschützter Arten
- des Tales als Erholungsgebiet und als Lebensraum für geschützte Tier- und Pflanzenarten und als wichtiges Landschaftsverbundelement.

Längerfristige Ziele sind die Schaffung eines durchgehenden offenen Talzuges mit extensiver Grünlandbewirtschaftung und die Umwandlung der nicht standortgemäßen Aufforstungen in der Talaue in naturraumtypische Auwälder.